# Baojun RS-7
Baojun RS-7 — среднеразмерный кроссовер, выпускавшийся с 2020 по 2022 год подразделением Baojun совместного предприятия SAIC-GM-Wuling.

## Описание
Впервые Baojun RS-7 был представлен в 2020 году на выставке Chongqing Auto Show.
Среди других моделей Baojun RS-7 считается флагманом, поскольку это самый большой и дорогой автомобиль бренда. Как и другие модели Baojun, модель RS-7 продаётся только на китайском рынке.
6-местные модели имеют компоновку 2+2+2, а 7-местные — 2+2+3 с двумя представительскими сиденьями во втором ряду. Baojun RS-7 имеет клиренс 198 мм при измерении холостого хода и 172 мм при полностью сидячем положении, а также угол въезда 18 градусов с углом съезда 21 градус, что доказывает его проходимость.

## Технические характеристики
Baojun RS-7 оснащён 1,5-литровым рядным четырёхцилиндровым двигателем с турбонаддувом мощностью 130 кВт (175 л. с.). Коробка передач автоматическая. Привод подаётся на передние колёса.